# A Guy Called Gerald
A Guy Called Gerald, de son nom Gerald Simpson (né le 16 février 1967, à Moss Side, Manchester), est un producteur et disc jockey britannique de musique électronique. Il réside actuellement[Quand ?] à Berlin.

## Biographie
Gerald Simpson participe à une soirée scratching de GrandMixer DST et effectue ses premiers DJ sets au Manchester Dance Centre où il suivait des cours de danse contemporaine. Il achète une boîte à rythmes, accompagne les beats de scratchs, et enregistre des sons acid house sur cassette. Il rencontre Graham Massey et Martin Price avec qui il forme le groupe 808 State.
Durant sa carrière, Simpson remixe des chansons pour Tricky, David Bowie et les Stone Roses. Il travaille avec Scratchbeat Masters, Deee-Lite (en 1997) et fait brièvement partie du groupe 808 State, à la fin des années 1980. À cette époque, il vit dans un squat, travaille à McDonald's et répond aux interviews depuis des cabines téléphoniques,.
Selon les périodes, les morceaux composés par Simpson explorent différents genres musicaux (house, acid house, jungle, drum and bass, deep house et dub). Son plus grand succès en solo, Voodoo Ray (en), sorti en 1988, atteint la 12e place du UK Singles Chart. Il fait partie de la bande sonore originale du jeu Grand Theft Auto: San Andreas (programmé sur la radio SF-UR).
Dans les années 1990, son style passe de l'acid house à de la jungle et du breakbeat, puis de la jungle et du breakbeat à des sonorités plus house et techno dans les années 2000. En 2010, il sort l'album Tronic Jazz.
En juin 2021, il lance une campagne de levée de fonds sur Crowdfunder pour porter plainte contre le label Rham! qui ne l'aurait pas attribué ses royalties pour son titre Voodoo Ray sorti en 1988 et son album Hot Lemonade sorti en 1989,.

## Discographie

### Albums collaboratifs
- 1988 : Newbuild avec 808 State
- 2005 : Prebuild avec 808 State

### Albums live
- 1989 : The John Peel Sessions (Strange Fruit)
- 1999 : The John Peel Sessions – A Guy Called Gerald (Strange Fruit)

### Singles
- 1988 : Voodoo Ray Single (Rham! Records)
- 1988 : Voodoo Ray EP (Rham! Records)
- 1988 : Voodoo Ray Remixes (Warlock USA)
- 1988 : Voodoo Ray Remixes (Rham! Records)
- 1989 : Hot Lemonade (Rham! Records)
- 1989 : Hot Lemonade Youth Remixes (Rham! Records)
- 1989 : The Peel Sessions EP (Strange Fruit)
- 1989 : Trip City
- 1989 : FX / Eyes of Sorrow
- 1989 : FX Mayday Mix (CBS / Sony)
- 1989 : FX Elevation Mix (CBS / Sony)
- 1990 : The Peel Sessions EP (USA)
- 1990 : Automanikk (Just 4 U Gordon Mix EP USA)
- 1990 : Automanikk (Bass Overload Mix EP USA)
- 1990 : Automanikk (Bass Overload Mix EP USA)
- 1990 : Emotions Electric (Juice Box Records)
- 1991 : Disneyband / Anything (Juice Box Records)
- 1991 : Nowhere to Run – Inertia (Black Out Records)
- 1992 : Digital Bad Boy (Juice Box Records)
- 1992 : Cops (Juice Box Records)
- 1992 : Ses Makes You Wise (Juice Box Records)
- 1992 : The Musical Magical Midi Machine (Juice Box Records)
- 1992 : Changing (Juice Box Records)
- 1993 : I Feel The Magic (Juice Box Records)
- 1993 : Strange Love – Ricky Rouge (Juice Box Records)
- 1993 : Strange Love Remixes – Ricky Rouge (Juice Box Records)
- 1993 : When You Took My Love – Ricky Rouge (Juice Box Records)
- 1993 : De Ja Vu – Ricky Rouge (Juice Box Records)
- 1993 : Song For Every Man – Ricky Rouge (Juice Box Records)
- 1993 : Satisfaction – Inertia (Juice Box Records)
- 1993 : Fragments – Inertia (Juice Box Records)
- 1993 : Too Fucked to Dance – Inertia (Juice Box Records)
- 1993 : The Glok (Juice Box Records)
- 1993 : Nazinji-zaka (Juice Box Records)
- 1993 : Darker Than I Should Be (Juice Box Records)
- 1995 : Finley's Rainbow (Juice Box Records)
- 1995 : Finley's Rainbow Remixes (Juice Box Records)
- 1996 : So Many Dreams (Juice Box Records)
- 1996 : The Curse Of Voodoo Ray Promo Only (Juice Box Records)
- 1998 : Radar Systems (Juice Box Records)
- 2000 : Fever (!K7)
- 2000 : Humanity (!K7)
- 2005 : First Try (!K7)
- 2005 : Flo-ride (Sugoi)
- 2005 : Is Man In Danger (Protechshon)
- 2006 : Sufistifunk (Sugoi)
- 2006 : Time to Jak (Sender)
- 2006 : Proto Acid / The Berlin Sessions 1 (Laboratory Instinct)
- 2006 : Proto Acid / The Berlin Sessions 2 (Laboratory Instinct)
- 2008 : In Ya Head (featuring Mia) (Perlon Records PERL71)
- 2010 : Tronic Jazz / The Berlin Sessions 1 (Laboratory Instinct)
- 2010 : Tronic Jazz / The Berlin Sessions 2 (Laboratory Instinct)
- 2010 : Tronic Jazz / The Berlin Sessions 3 (Laboratory Instinct)
- 2010 : Tronic Jazz / The Berlin Sessions 4 (Laboratory Instinct)

### Singles collaboratifs
- 1988 : Let Yourself Go avec 808 State
- 1988 : Dream 17 avec Annette (Deconstruction)
- 1989 : Massage-A-Rama avec Lounge Jays
- 1989 : Born In The North – US (Wooden)
- 1995 : Energy avec The Two G'$ (Juice Box Records)
- 2001 : Black Gravity avec Herbie Hancock et Bill Laswell